# جاسبر غريفين
جاسبر غريفين (بالإنجليزية: Jasper Griffin)‏ هو باحث في تاريخ العصور الكلاسيكية بريطاني، ولد في 29 مايو 1937.